# Марса-эль-Алам

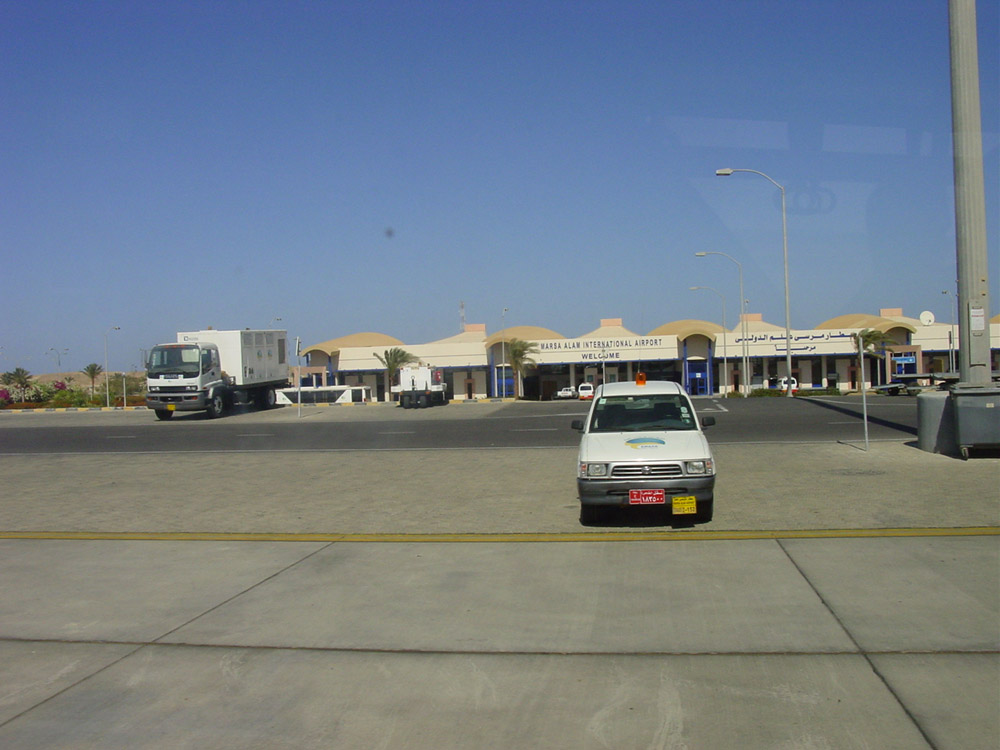
Международный аэропорт Марса-эль-Алам

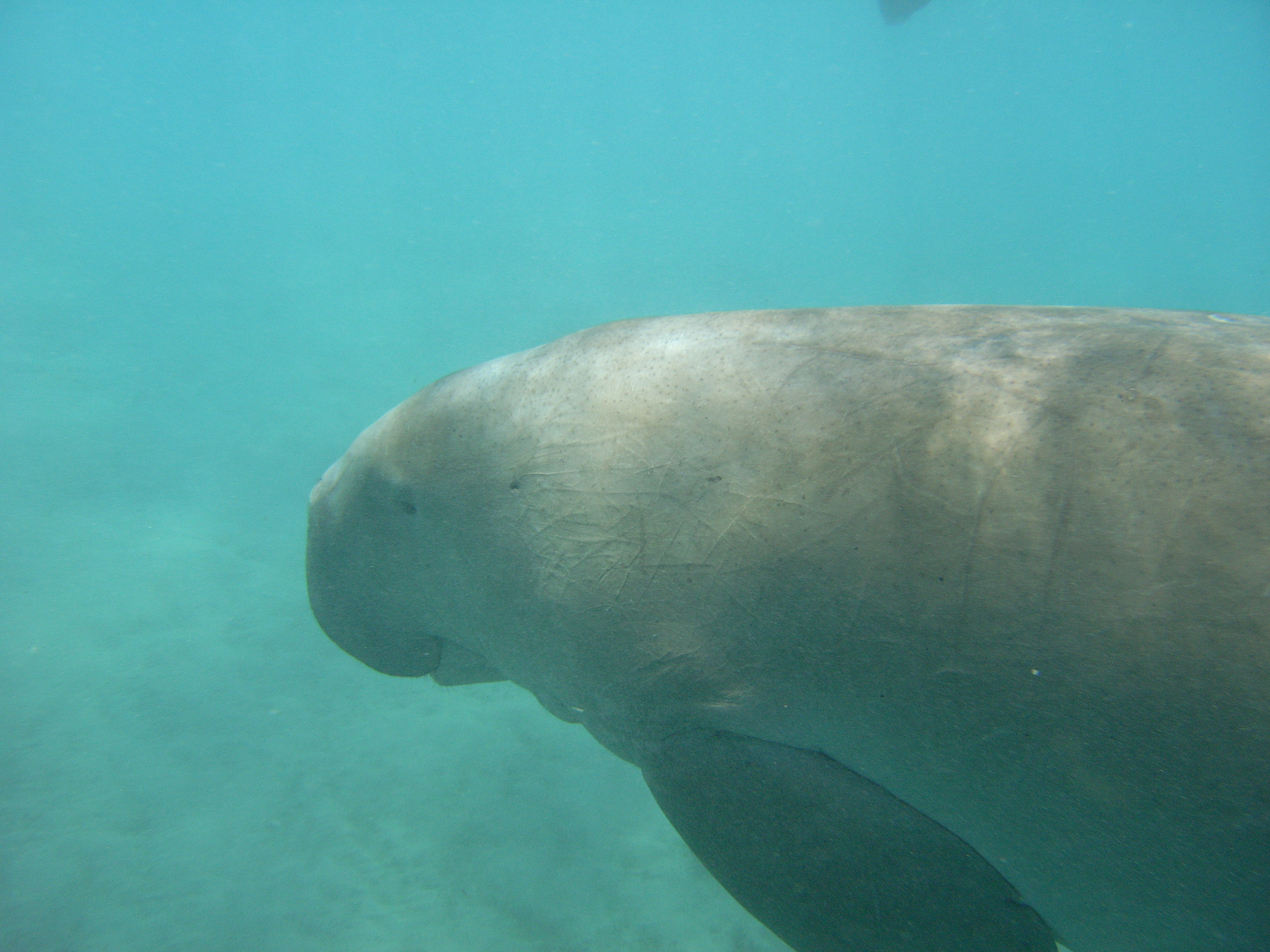
Дюгонь

Ма́рса-эль-А́лам (араб. مرسى علم‎) — небольшой курортный город в губернаторстве Красное Море, Египет. Находится в 271 км к югу от Хургады и в 131 к югу от Эль-Кусейра. Население города — 4 685 жителей (2006) — занято преимущественно в обслуживании туристического бизнеса; часть населения занимается рыбной ловлей, разводит овец и верблюдов.
Как курорт Марса-эль-Алам — новый, быстро развивающийся курорт с отелями от трех до пяти звезд. Славится представителями морской фауны (дельфин, дюгонь, манта, молотоголовые акулы). Интерес представляют также мангровые заросли, коралловые рифы. Марса-эль-Алам, обладающий малонарушенной фауной коралловых рифов, — один из крупнейших дайвинг-центров на Красном море. Курорт стал расти особенно быстро после того, как в ноябре 2001 года был открыт международный аэропорт Марса-эль-Алам.
Ещё в конце I тысячелетия до н. э. район современного Марса-эль-Алама был известен месторождениями золота, изумрудов, полудрагоценных камней, меди, свинца. Вероятно, при Птолемее II (III век до н. э.) была построена дорога к городу Идфу, расположенному в долине Нила. Золотодобыча продолжалась вплоть до времени британской оккупации Египта, когда была остановлена из-за убыточности (объём добываемого золота составлял 20 грамм золота на тонну песка).

## Климат
Температура воздуха днём в зимние месяцы (с октября по март) колеблется в пределах 18—35 °C, в летние (с мая по сентябрь) она составляет 20—45 °C. Температура воды в течение года составляет 19—29 °C
| Показатель               | Янв. | Фев. | Март | Апр. | Май | Июнь | Июль | Авг. | Сен. | Окт. | Нояб. | Дек. | Год |
| ------------------------ | ---- | ---- | ---- | ---- | --- | ---- | ---- | ---- | ---- | ---- | ----- | ---- | --- |
| Средний максимум, °C     | 23   | 24   | 27   | 30   | 32  | 35   | 35   | 35   | 34   | 32   | 27    | 25   | 30  |
| Средний минимум, °C      | 13   | 14   | 16   | 20   | 23  | 25   | 26   | 26   | 25   | 22   | 18    | 15   | 20  |
| Норма осадков, мм        | 0    | 1    | 1    | 1    | 0   | 0    | 0    | 0    | 0    | 1    | 1     | 1    | 6   |
| Источник: Weather2Travel |      |      |      |      |     |      |      |      |      |      |       |      |     |